# Stylidium
Stylidium Sw. ex Willd., 1805 è un genere di piante appartenente alla famiglia Stylidiaceae.

## Etimologia
Il nome deriva dal greco στύλος (stylos, colonna) in riferimento alla particolare struttura riproduttiva posseduta dai fiori. L'impollinazione è ottenuta mediante l'uso di una sorta di "grilletto" sensibile al tatto, costituito da una colonna floreale in cui sono presenti sia gli stami sia i pistilli. Questa colonna viene "sparata" sugli insetti impollinatori, che vengono così ricoperti dal polline.

## Descrizione
La maggior parte delle specie di Stylidium sono piante erbacee, alcune di queste sono geofite bulbose. Le specie restanti sono annuali effimere.
Possono essere facilmente identificate per mezzo della colonna floreale, nella quale stami e pistilli sono fusi insieme. La colonna, in questo genere comunemente chiamata grilletto, giace sotto il piano del fiore. Quando il grilletto viene sfiorato da un insetto impollinatore, esso scatta lanciando il polline sull'insetto che così impollina un altro fiore.
Sono considerate piante protocarnivore o carnivore per la presenza di tricomi ghiandolari sugli steli floreali e sui fiori e che sono in grado di attirare, catturare e digerire piccoli insetti.

## Distribuzione
La maggior parte delle circa 285 specie esistenti si trovano solo in Australia.